# (500310) 2012 RD3
(500310) 2012 RD3 es un asteroide perteneciente al cinturón de asteroides, descubierto el 26 de agosto de 2012 por el equipo del Pan-STARRS desde el Observatorio de Haleakala, Hawái, Estados Unidos.

## Designación y nombre
Designado provisionalmente como 2012 RD3.

## Características orbitales
2012 RD3 está situado a una distancia media del Sol de 3,078 ua, pudiendo alejarse hasta 4,160 ua y acercarse hasta 1,997 ua. Su excentricidad es 0,351 y la inclinación orbital 11,29 grados. Emplea 1973,22 días en completar una órbita alrededor del Sol.
Los próximos acercamientos a la órbita de Júpiter se producirán el 8 de agosto de 2053, el 13 de noviembre de 2113 y el 18 de enero de 2174, entre otros.

## Características físicas
La magnitud absoluta de 2012 RD3 es 16,3.